# Appalache-hegység
Az Appalache-hegység (franciául: les Appalaches) hegységrendszer Észak-Amerikában. Első gyűrődései a kaledóniai orogén ciklus takoni szakaszában, az ordovícium folyamán, mintegy 480 millió éve képződtek. További emelkedése a karbonban, a herciniai orogén ciklus alatt, 350-300 millió éve történt.

## Neve
Amikor 1528-ban a Narváez-expedíció tagjai, köztük Álvar Núñez Cabeza de Vaca Florida északi partjait kutatták fel, egy bennszülött falura bukkantak a mai floridai Tallahassee közelében, amelynek nevét saját nyelvükön így írták: Apalachen. A név a spanyolok használatában Apalachee alakra módosult és a törzsre, illetve a messze északra a szárazföld belsejébe nyúló régióra is alkalmazták. Erről kapta nevét az Appalache-hegység, az apalachee indiánok, az Apalachee-öböl, az Apalachicola folyó, az Apalachicola-öböl, az apalachicola indiánok és a floridai Apalachicola város. Az Apalachen szót idővel egy a szárazföldön beljebb fekvő hegységre is alkalmazták, majd kiterjesztették az egész hegységrendszerre. Narvaez expedíciója 1528. június 15-én érkezett az apalacheek területére. Így az Appalache a negyedik legrégibb ma is használt európaiak adta helynév az Egyesült Államokban.

## Általános leírása

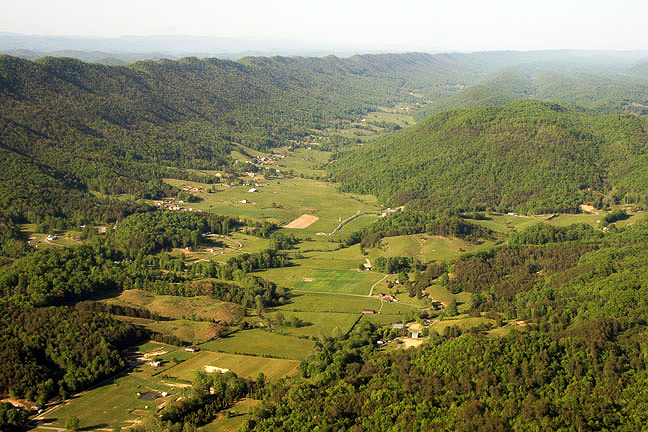
Jellegzetes kép a Ridge & Valley területéről, ahol a kanyargós, de párhuzamos, 60–400 méteres relatív magasságú hegygerincek között lapos, feltöltött völgyek húzódnak

Legnagyobb része az Amerikai Egyesült Államokban helyezkedik el, de átnyúlik Kanada délkeleti részébe is. Újfundland szigetétől 2400 kilométer hosszan és 160-480 kilométer szélességben nyúlik délnyugati irányban Alabama állam középső részéig, szegélydombjai Mississippi állam északkeleti részében húzódnak.
Számos vonulatból áll, az egyes hegyek átlagos magassága 900 méter. Legmagasabb csúcsa (és egyben a Mississippi folyótól keletre az Egyesült Államok legmagasabb pontja) a 2037 méteres Mount Mitchell, Észak-Karolinában.
Az Appalachia nevet a hegységrendszerhez kötődő különféle régiókra használják. Tág értelemben az egész hegységrendszert jelenti, szegélydombjaival és tagolt fennsíkjaival együtt. Szűkebb értelemben a középső és déli Appalache-hegység régióit jelenti, általában Kentucky, Tennessee, Virginia, Nyugat-Virginia és Észak-Karolina területeit, de néha ideértik a délebbre lévő Georgia, a nyugatabbi Dél-Karolina, északon Pennsylvania és nyugaton Ohio területeit is.
Az arkansasi és oklahomai Ouachita-hegység eredetileg az Appalache vele összefüggő része volt, de a geológiai változások elszakították tőle.

## Felosztása

Felépítése, vonulatai

Az Appalache-hegység három fő részre osztható. Az Észak-Appalache a kanadai Új-Fundland és Labrador tartománytól a Hudson folyóig terjed. A Középső-Appalache a Hudson völgyétől a New folyóig Virginiában és Nyugat-Virginiában, innentől pedig a Dél-Appalache.
Az Észak-Appalache-hez tartozik az újfundlandi Long Range-hegység és Annieopsquotch-hegység, a quebeci Chic-Choc-hegység és Notre Dame-hegység, Új-Brunswick és Új-Skócia egyéb elszórt hegyei és kisebb hegységei, a Longfellow-hegység Maine-ben, a Fehér-hegység New Hampshire-ben, a Zöld-hegység Vermontban és a Berkshires Massachusettsben.
A Középső-Appalache-hez tartozik több kisebb hegycsoport mellett a Ridge-and-Valley Appalachians az Allegheny-plató Allegheny Frontja és a Nagy Appalache-völgy között, a New York-New Jersey-fennsík, a New York-i Taconic-hegység és a Blue Ridge-hegység jelentős része.
A Blue Ridge déli meghosszabbítása már a Déli-Appalache-hez tartozik, ahogy az Unaka-hegység és a Ridge-and-valley Appalache Cumberland-fennsíkhoz kapcsolódó hegyei is.
A New York-i Adirondack-hegységet gyakran tévesen az Appalache részének vélik, ez azonban geológiai értelemben a kanadai Laurentian-hegység déli meghosszabbítása.

## Fordítás
- Ez a szócikk részben vagy egészben  az   Appalachian Mountains című angol Wikipédia-szócikk ezen változatának fordításán alapul.  Az eredeti cikk szerkesztőit annak laptörténete sorolja fel. Ez a jelzés csupán a megfogalmazás eredetét és a szerzői jogokat jelzi, nem szolgál a cikkben szereplő információk forrásmegjelöléseként.